# Donald Blessing
Donald Blessing   (Hollister, 26 de desembre de 1905 - Tiburon, 4 de juliol de 2000) fou un remer estatunidenc que va competir durant la dècada de 1920.
El 1928 va prendre part en els Jocs Olímpics d'Amsterdam, on disputà la prova del vuit amb timoner del programa de rem, en què guanyà la medalla d'or. N'era el timoner. Posteriorment va treballar en la banca i fou un dels propietaris inicials de la franquícia de l'American Football League dels Oakland Raiders.